# Egidio
Egidio (en latín, Ægidius) fue un general del Imperio romano de Occidente encargado de la defensa del norte de la Galia hasta su muerte en el año 464.

## Inicios de su carrera
Sirvió inicialmente bajo el mando del emperador Avito, para ser nombrado posteriormente magister militum de las Galias. El emperador de Occidente Mayoriano le encargó en 457 el restablecimiento del orden en las Galias, donde la aristocracia galorromana que había apoyado a Avito, rehusaba reconocer a Mayoriano, y tal vez ofreció a los burgundios apoderarse de la ciudad de Lugdunum (la actual ciudad francesa de Lyon).
Con sus aliados francos, entre los cuales se hallaba quizás Childerico I, el rey de los francos salios, Egidio recuperó Lugdunum, enfrentándose a los visigodos en las cercanías de la actual Arlés, y obligó a Teodorico II, ocupado en la península ibérica, a renovar la alianza de los visigodos con el Imperio.

## Gobernante independiente del Imperio
En el año 461, el patricio Ricimero mandó ejecutar en Italia a Mayoriano, proclamando seguidamente a Libio Severo como nuevo emperador. Egidio rehusó reconocerlo y proclamó su independiente en el norte de la Galia. En consecuencia, los burgundios recuperaron el control de Lugdunum y del valle del río Saona, aislando así a Egidio del sur de la Galia.
Egidio siguió luchando por su cuenta contra los visigodos, a los que derrotó cerca de la ciudad de Orleans en el año 463 en la llamada batalla de Orleans. Es posible que también combatiese igualmente contra los sajones hacia la zona de Angers.
En cualquier caso, Egidio creó un enclave gobernado por la aristocracia galorromana entre los ríos Loira y Somme, pero cabe la posibilidad de haber perdido autoridad entre los francos, quienes le habían elegido jefe algunos años atrás.
Falleció en el año 464 o a principios del 465, dejando el mando a su hijo Afranio Siagrio, tal vez con el apoyo del comes Pablo en la zona del Loira. Su hijo se mantuvo como único soberano de este territorio, conocido como el Reino de Siagrio, hasta sufrir a su vez una decisiva derrota ante Clodoveo I, rey de los francos, hacia 486.